# 18th Dye
18th Dye est un groupe de noise rock allemand, originaire de Berlin. Formé en 1992, ses membres sont Sebastian Büttrich (chant, guitare), Heike Rädeker (chant, basse)  et Piet Bendtsen (batterie).

## Biographie
Leur premier album studio, Done, produit par Ian Burgess (Naked Raygun, Ministry, Big Black), avec ses drones pesants et brumeux sort à l'origine en Allemagne en 1992, avant la signature de l'accord de distribution avec le label indépendant américain Matador Records en 1994, avec le soutien affirmé de Yo La Tengo. Une seconde production, le EP auto-produit Crayon, suit en 1994. En 1993, le groupe participe Roskilde-Festival.
En 1995, le groupe signe chez le label danois Cloudland Records, et enregistre son second album, Tribute to a Bus, enregistré par Steve Albini. Plus dynamique et varié que les précédents enregistrements, son habile mélange de bruits et de mélodies laisse deviner des influences telles que Sonic Youth et The Wedding Present, bien que le jeu, minimaliste et abrupt, rappelle le groupe Wire à son apogée. Le groupe enregistra trois Peel Sessions: en juillet 1994, mars 1995 et février 1999. 18th Dye se sépare en 1999, lorsque Büttrich et Bendtsen forment Kikkert puis Test, tandis que Rädeker joue avec Evonike et Wuhling.
Ils se réunissent durant l'été 2005. Ils jouent de nouvelles chansons au cours de concerts en Europe, et signent en novembre 2007 un nouveau contrat avec le label danois Crunchy Frog Records (The Raveonettes, Junior Senior, Heavy Trash, Powersolo, epo-555). En mars 2008 sort l'album Amorine Queen qui est positivement accueilli par la presse spécialisée,.

## Discographie

### Singles
- 1994 : Whole Wide World / Fragile Stars
- 1994 : Dive / Coffee Cup Revisited
- 1994 : Dive / Can You Wink? / Plumbing and Soon Forgetting
- 1995 : Play W/ You / Gout S.F. / F.